# Parachernes withi
Parachernes withi är en spindeldjursart som beskrevs av Beier 1967. Parachernes withi ingår i släktet Parachernes och familjen blindklokrypare. Inga underarter finns listade i Catalogue of Life.